# آثار مصرية في متحف فيينا

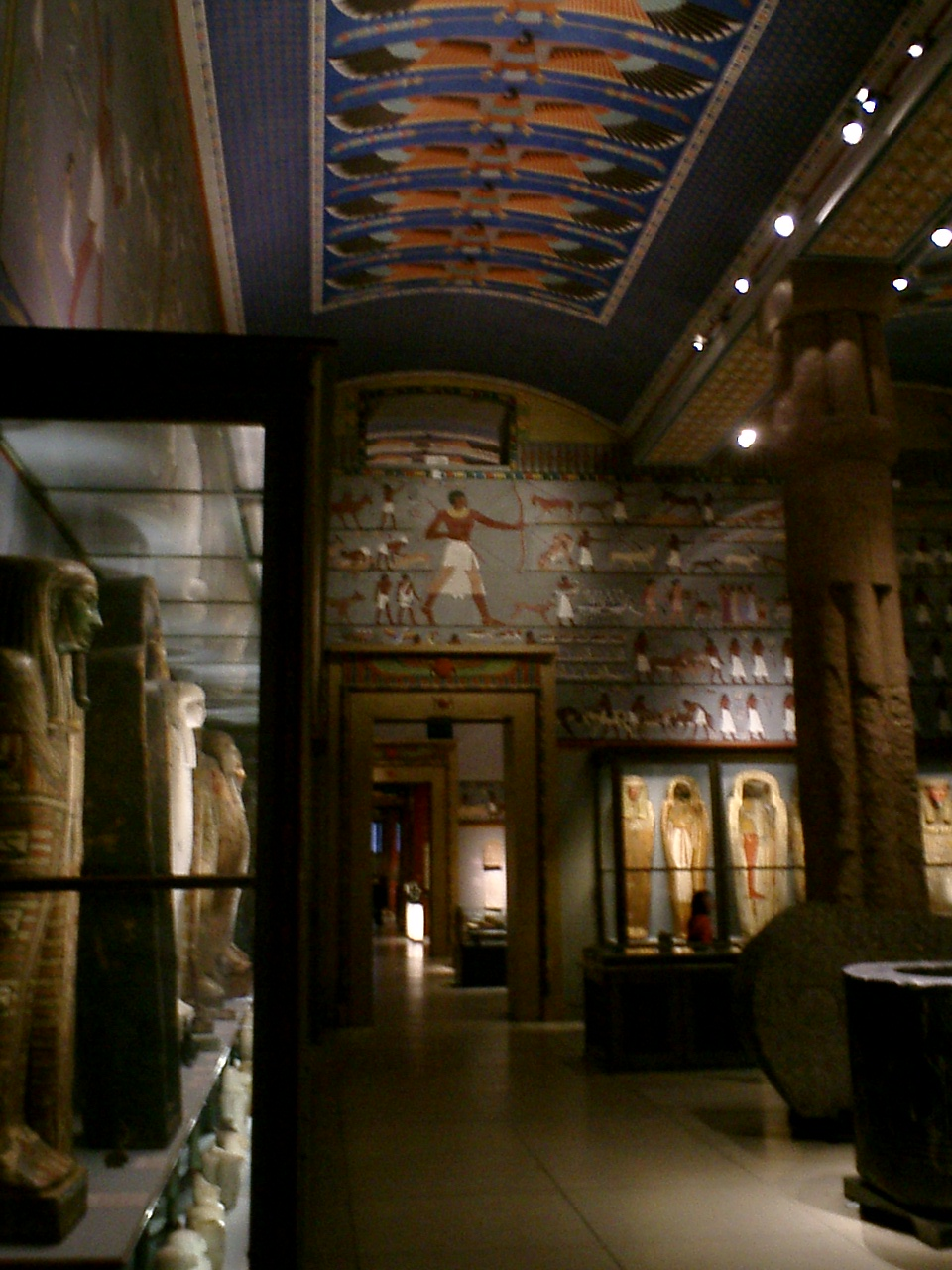
صالة الآثار الفرعونية والشرق أوسطية في متحف تاريخ الفنون في فيينا.

يبلغ عدد قطع الأثار المصرية الفرعونية وأثار الشرق الأوسط الموجودة في متحف تاريخ الفنون في فيينا نحو 12.000 أثر قديم، وهي تعد من أكثر المجموعات الأثرية في العالم للفن المصري القديم.

## التاريخ
تعود تلك المقتنيات من مصر والشرق الأوسط في النمسا إلى العائلة الحاكمة هابسبورغ التي أسست الإمبراطورية النمساوية خلال القرن السادس عشر. اقتنى القيصر فردناند الأول من إسطنبول تمثال «جمنف-حور-باك» المصري. وخلال النصف الثاني من القرن الثامن عشر أسست «غرفة العملات الذهبية والآثار القديمة» في فيينا، وكانت مجموعة الآثار المصرية محفوظة فيها.
وفي عام 1821 اقتنت النمسا من مصر نحو 4000 قطعة أثرية من عهد الفراعنة. واحتفظ بمجموعة الأثار المصرية في قصر كوربلي-شولر بين عامي 1823 إلى 1863، وكان مسموحا للعامة بمشاهدتها. ثم نقلت المجموعة في عام 1863 إلى قصر بلفيدير. ومنذ عام 1891 يحتفظ بتلك الآثار مع آثار أخرى في متحف تاريخ الفنون في فيينا. ثم ضمت إليها مجموعة زاخرة أخرى من الآثار الفرعونية عن طريق عالم الآثار النمساوي «هرمان يونكر» الذي قام بحفريات في منطقة أهرامات الجيزة.

## من الآثار المصرية بالمتحف
- الجزء العلوي من تمثال تحتمس الثالث (KHM 70)
- رأس تمثال أبي الهول لـ سنوسرت الثالث (KHM 5813)
- نموذج رأس أحد الكبراء من الأسرة الرابعة (KHM 7787)
- تمثال أسد يفترس عجلا (KHM 8020)
- تماثيل للإله حورس مع الفرعون حورمحب (KHM 8301)

ملحوظة: بين القوسين يذكر رقم المقبرة المصرية التي وجدت بها القطعة الأثرية.

## بعض الصور

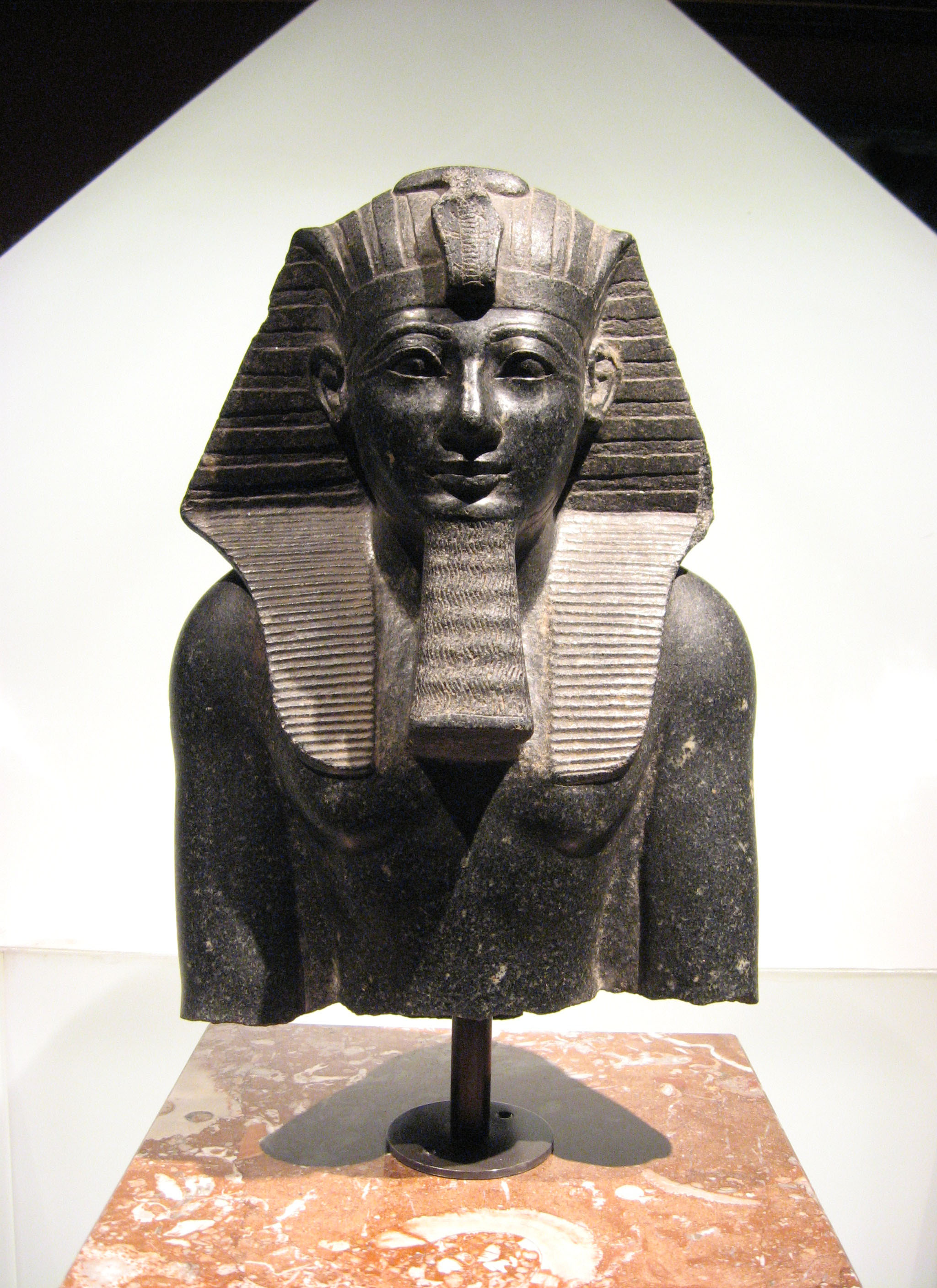
تمثال تحتمس الثالث من حجر جرانوديوريت .
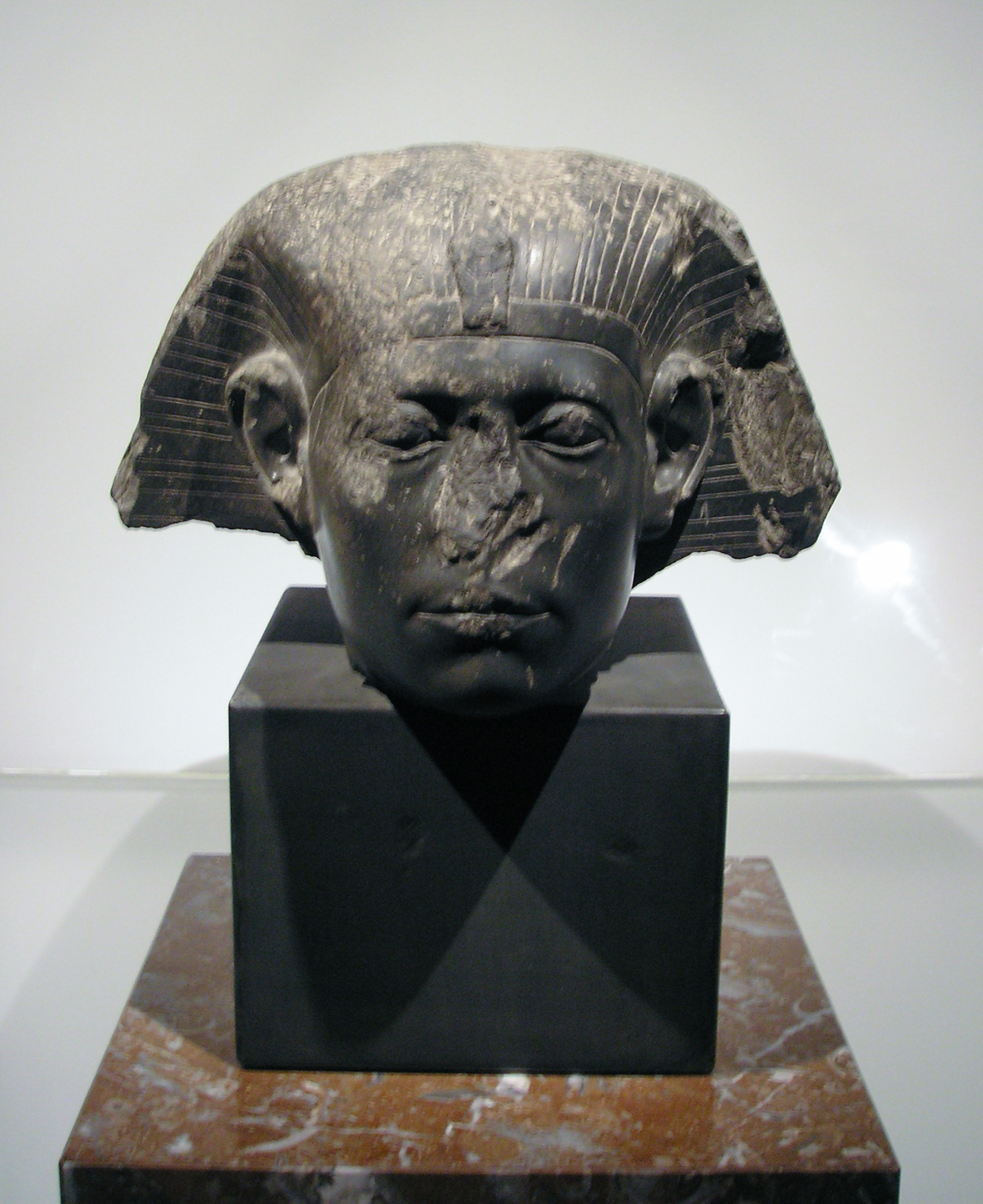
رأس تمثال سنوسرت الثالث من حجر سجيل أخضر
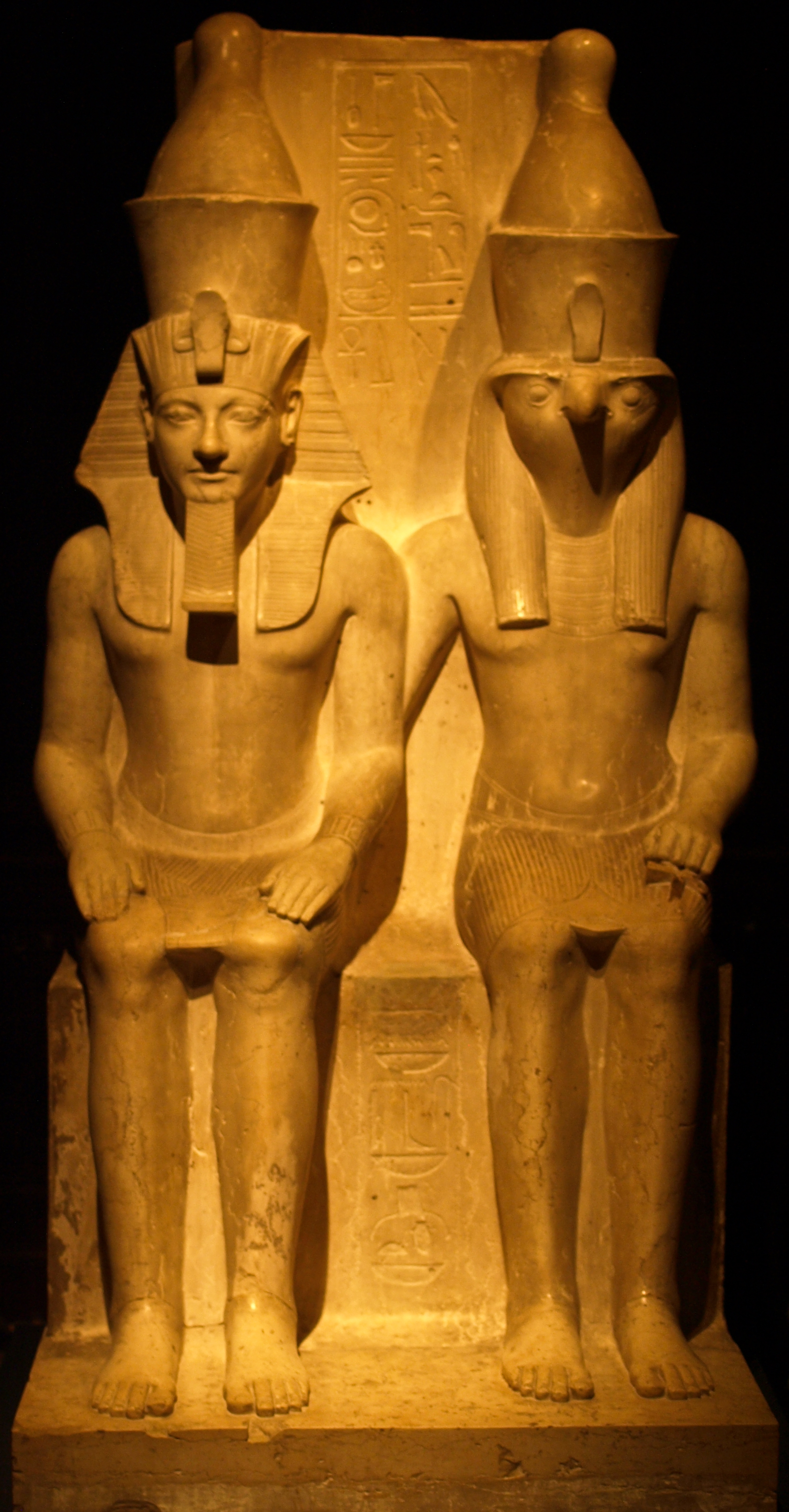
حورمحب وحورس : تمثال من الحجر الجيري
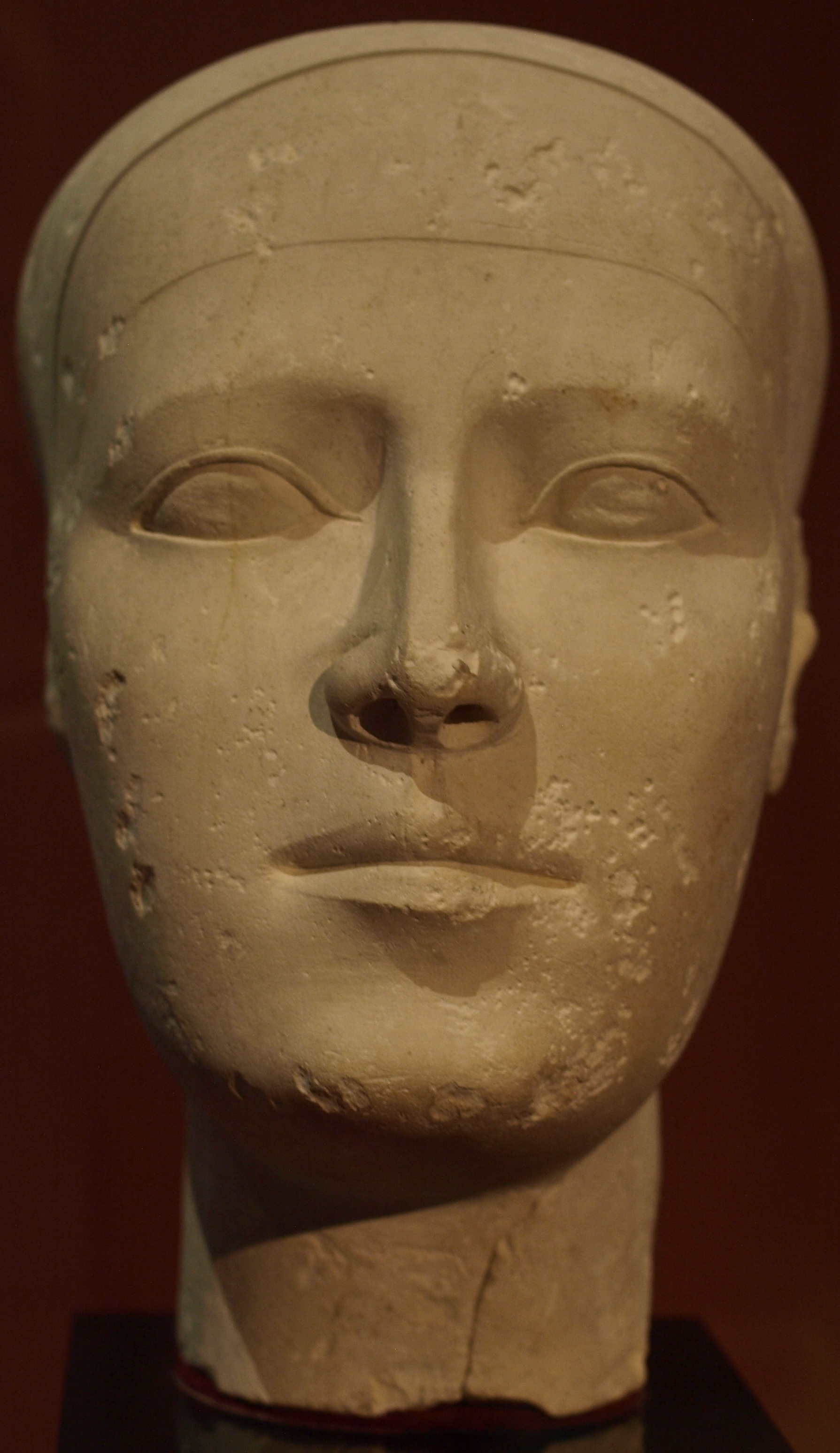
نموذج رأس أحد الكبار من مصر القديمة، أسرة مصرية رابعة
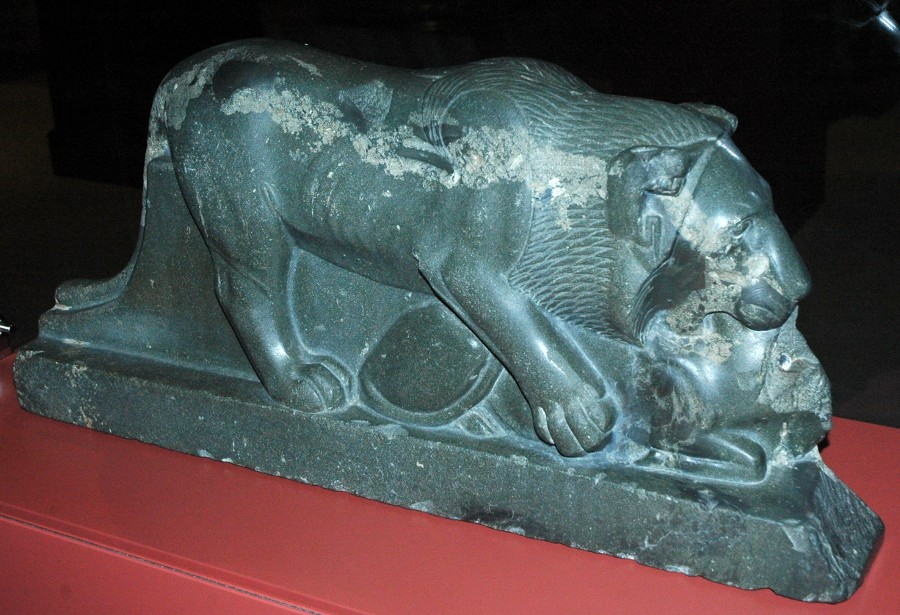
تمثال أسد يفترس عجلا
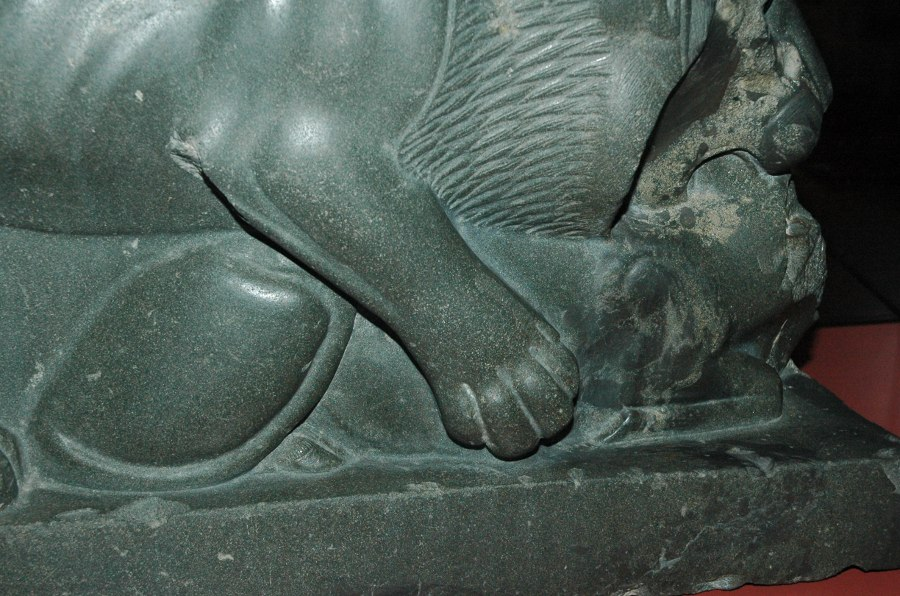
تمثال أسد يفترس عجلا (تفاصيل)